# سندلي سيدني بيتو
سندلي سيدني بيتو (بالهولندية: Sendley Sidney Bito)‏ (ولد في 20 يوليو 1983 في ويلمستاد، جزر الأنتيل الهولندية) هو لاعب كرة قدم دولي من كوراساو.

## المسيرة الرياضية
- 2006-2002:  سبارتا روتردام
- 2007-2006:  ستال ألشيفسك
- 2013-2007:  أرسنال كييف
  - 2009:  فاليتا (إعارة)
  - 2010:  زاكارباتيا أوزغورود (إعارة)
  - 2012-2011:  تافريا سيمفروبول (إعارة)
- 2014-2013:  فجر شهيد سباسي
- 2014:  المنامة
- 2015:  زاخو
- 2015-:  براشواب

## وصلات خارجية
- سيرة ذاتية (بالهولندية)
- سيرة ذاتية في أرسنال كييف
- أرسنال كييف 2007-08 إحصاءات الموسم
- سندلي سيدني بيتو على موقع الاتحاد الدولي (مؤرشف)  (الإنجليزية)
- سندلي سيدني بيتو على موقع اتحاد أوكرانيا (الإنجليزية)
- سندلي سيدني بيتو على موقع قاعدة بيانات كرة القدم.إي يو (الإنجليزية)
- سندلي سيدني بيتو على موقع ناشيونال فوتبول تيمز (الإنجليزية)
- سندلي سيدني بيتو على موقع Soccerway.com (الإنجليزية)
- سندلي سيدني بيتو على موقع عالم كرة القدم.نت (الإنجليزية)